# Max Landgrebe
Max Landgrebe (* 1974) ist ein deutscher Schauspieler.

## Leben
Max Landgrebe ist der Urenkel des aus einer jüdischen Familie stammenden deutschen Juristen, Autors und Malers Arthur Goldschmidt. Er wuchs zweisprachig (Deutsch/Französisch) in Deutschland und Belgien auf.
Landgrebe absolvierte seine Schauspielausbildung von 1994 bis 1996 an der Theaterschule „Der Keller“ in Köln und anschließend von 1996 bis 2000 an der Universität Mozarteum in Salzburg. Sein erstes Festengagement hatte er direkt im Anschluss an seine Ausbildung von 2000 bis 2003 am Staatstheater Saarbrücken. Dort spielte er u. a. den Tempelherrn in Nathan der Weise (Premiere: September 2000; Regie: Stephan Suschke), Giselher in Die Nibelungen (2001; Regie: Hasko Weber), Aumerle in Richard II. (2002; Regie: Markus Imhoof) und Pierre in Das Spiel ist aus von Jean-Paul Sartre (2003; Regie: Hakon Hirzenberger).
Von 2003 bis 2009 war er anschließend Ensemblemitglied am Schauspiel Frankfurt. Dort arbeitete er u. a. mit den Regisseuren Kerstin Lehnhart, Andreas Kriegenburg, Jan Neumann, Florian Fiedler, André Wilms und Sebastian Baumgarten zusammen. Er spielte dort u. a. Arzt/Priester in Phädras Liebe von Sarah Kane (Spielzeit 2003/04; Regie: Robert Lehniger), Jeppe in Idioten von Lars von Trier (Spielzeit 2003/04; Regie: Andreas Kriegenburg), Filch in Brecht/Weills Die Dreigroschenoper (Spielzeit 2006/07; Regie: André Wilms) und den Erzähler in Das Schloß (Spielzeit 2007/08; Regie: Tomas Schweigen). Von 2004 bis 2007 ging er außerdem mit dem Solo-Theaterstück Monsieur Ibrahim und die Blumen des Koran (Freie Produktion Frankfurt, Regie: Adelheid Engst) regelmäßig auf Tournee.
2011 hatte er eine Gastengagement am Staatstheater Stuttgart, wo er Philipp III., Herzog von Burgund in Die Jungfrau von Orleans spielte. Im Frühjahr 2012 gastierte er an den Hamburger Kammerspielen in der Uraufführung der Theaterproduktion Zeit – Die erschöpfte Schnecke wirft ihr Haus weg und flippt richtig aus (Text und Regie: Ingrid Lausund). Von 2012 bis 2014 war er am Schauspielhaus Bochum engagiert. In der Spielzeit 2012/13 spielte er dort in Die Ehe der Maria Braun (u. a. als Bill, Willi Klenze und in weiteren Rollen). 2013 war er Mitglied des Berliner Privattheaters „Vaganten Bühne“. Er spielte dort, u. a. neben Sanne Schnapp, den Abteilungsleiter Adam Krusenstern in Die Firma dankt von Lutz Hübner; Regie: Bettina Rehm. Ab der Spielzeit 2015/16 war er festes Ensemblemitglied am Deutschen Nationaltheater Weimar. In der Spielzeit 2015/16 verkörperte er dort u. a. den Grafen Leicester in Maria Stuart. Außerdem übernahm er, neben Krunoslav Šebrek (als Apollyon/Ämilian), die Rolle des Kaisers Zeno in Romulus der Große von Friedrich Dürrenmatt.
Zur Spielzeit 2022/23 engagierte ihn Sonja Anders als festes Ensemblemitglied an das Schauspiel Hannover.
Landgrebe wirkte auch in zahlreichen deutschen Film- und Fernsehproduktionen mit. Er war in verschiedenen Fernsehserien und Fernsehfilmen zu sehen. Eine wiederkehrende Serienrolle übernahm er 2002 in der ZDF-Serie Girl friends – Freundschaft mit Herz. Eine durchgehende Serienhauptrolle hatte er von 2006 bis 2009 in ZDF-Vorabendserie Da kommt Kalle; er spielte in den ersten 26 Folgen der Serie die Rolle des Polizeiobermeisters Lorenz Christiansen. In dem ZDF-Fernsehfilm Katie Fforde: Eine Liebe in den Highlands spielte er Philippe Dalmain, den Geschäftsführer einer Woll- und Textilfabrik. In dem Fernsehfilm Schandmal – Der Tote im Berg (2011) war er, neben Max Riemelt, in der kleinen Rolle des Bergsteigers Simon Rosenberger zu sehen. In dem Fernsehfilm Das Paradies in uns (2013; mit Katja Flint in der Hauptrolle) spielte er den Botschaftsmitarbeiter Steffen Böhnert. In dem zweiteiligen ZDF-Krimi Tod eines Mädchens spielte er Jan Wiese, ein Mitglied des polizeilichen Ermittlerteams.
Er hatte außerdem Episodenrollen in den Serien Medicopter 117 – Jedes Leben zählt (2000, als Sektenmitglied Rolf), Einsatz in Hamburg (2010, als „Adlatus“ eines dubiosen Geschäftsmanns) und SOKO Köln (2013, als hochverschuldeter Besitzer einer Kaffeerösterei). In der 21. Staffel der ZDF-Serie SOKO Wismar (2024) übernahm er eine Episodenrolle als tatverdächtiger Mathematikprofessor der Universität Rostock.
Landgrebe arbeitete auch als Sprecher für Hörspiele und Hörbücher. Er wirkte als Sprecher u. a. beim Hörbuch des Romans Wenn du mich brauchst von Jana Frey mit; seine Partnerinnen waren Anna Thalbach und Anna Carlsson. Er nahm auch das Hörbuch Supermann und Froschprinzessin von Nikola Huppertz mit Angelika Bender als Partnerin auf.
Max Landgrebe lebt in Berlin.

## Filmografie
- 1999: Strauchritter (Kurzfilm)
- 2000: Medicopter 117 – Jedes Leben zählt (Fernsehserie; Folge: Die Feuertaufe)
- 2002: Girl friends – Freundschaft mit Herz (Fernsehserie; Serienrolle)
- 2004: Die Albertis (Fernsehserie, Seriennebenrolle)
- 2005: Das geheime Leben meiner Freundin (Fernsehfilm)
- 2006–2009: Da kommt Kalle (Fernsehserie; Serienhauptrolle)
- 2009: Eine Liebe in Venedig (Fernsehfilm)
- 2010: Katie Fforde: Eine Liebe in den Highlands (Fernsehfilm)
- 2010: Einsatz in Hamburg (Fernsehserie; Folge: Rot wie der Tod)
- 2011: Schandmal – Der Tote im Berg (Fernsehfilm)
- 2013: Das Paradies in uns (Fernsehfilm)
- 2013: SOKO Köln (Fernsehserie; Folge: Tod im Stall)
- 2015: Tod eines Mädchens (Fernsehfilm; Zweiteiler)
- 2019: Die verschwundene Familie (Fernsehfilm; Zweiteiler)
- 2020: SOKO Köln (Fernsehserie; Folge: Lebensretter)
- 2023: Die Frau im Meer (Fernsehfilm; Zweiteiler)
- 2024: SOKO Wismar (Fernsehserie; Folge: Die Gleichung geht nicht auf)

## Hörspiele
- 2001: Schrittmuster – Regie: Heidrun Nass
- 2005: Vergeltung – Regie: Klaus Prangenberg
- 2015: W – Autorin und Regie: Mia Frimmer